# Synergetic Air-Breathing Rocket Engine
Il SABRE (Synergetic Air-Breathing Rocket Engine) è un progetto in sviluppo dalla Reaction Engines Limited per un motore a getto preraffreddato ipersonico ibrido esoreattore endoreattore. Il motore è stato progettato per ottenere la capacità SSTO (single-stage-to-orbit), per un prototipo di velivolo di lancio Skylon. SABRE è un'evoluzione della serie di motore con ciclo ad aria liquefatta (LACE) sviluppata da Alan Bond dalla prima metà degli anni ottanta per il progetto HOTOL.

## Funzionamento
Il progetto prevede un motore a razzo a ciclo combinato con due modalità di funzionamento.
La modalità esoreattore combina un turbo-compressore con un motore a getto preraffreddato dal peso contenuto posizionato a valle della presa d'aria dinamica. Alle alte velocità, il raffreddamento dell'aria riscaldatasi per effetto dell'elevata pressione di ristagno dovuta al rallentamento (e compressione) del flusso nella presa d'aria, è garantito da uno scambiatore di calore che ne abbatte la temperatura in poche frazioni di secondo. L'aria viene quindi ulteriormente compressa dal compressore e poi immessa nella camera di combustione dove viene miscelata con l'idrogeno infiammandosi. Il preraffreddamento permette al motore di continuare ad erogare una forte spinta ad altissime quote e velocità. Le basse temperature garantite dallo scambio termico con idrogeno liquido, permettono l'utilizzo di leghe leggere nella costruzione del motore, solitamente impossibili da utilizzare nei ramjet, ottenendo così motori leggeri essenziali per raggiungere l'orbita. A differenza dei prototipi LACE, il preraffreddamento del SABRE non liquefà l'aria permettendo un flusso più efficiente.
Dopo aver chiuso la presa d'aria a Mach 5,14, a 28,5 km di altitudine, il motore opera come un motore a razzo a ciclo chiuso ad elevate prestazioni bruciando ossigeno ed idrogeno liquido stivati a bordo, potenzialmente permettendo ad un prototipo di spazioplano ibrido, come lo Skylon, di raggiungere l'orbita dopo aver lasciato l'atmosfera con un profilo di salita graduale.
Un motore derivato dal SABRE chiamato Scimitar è stato progettato per il jet da trasporto ipersonico della società A2, proposto per lo studio LAPCAT, finanziato dalla Unione europea.

## Storia del progetto
Il preraffreddamento si è evoluto da un'idea del 1955 di Robert P. Carmichael. Questa idea fu esplorata originariamente tramite il motore ad aria liquefatta (LACE) della Marquardt e della General Dynamics negli anni sessanta come parte del programma della United States Air Force (USAF) nel campo degli spazioplani.
Il sistema LACE avrebbe dovuto essere posizionato a valle di una presa d'aria supersonica. Lo scambiatore di calore avrebbe raffreddato l'aria attraverso dell'idrogeno liquido stivato a bordo come combustibile. L'aria liquida ottenuta poi veniva processata separando l'ossigeno liquido da usare nella combustione. La quantità di idrogeno riscaldato era troppo grande per venire utilizzata tutta nel processo di combustione, così parte dell'idrogeno veniva semplicemente espulsa, ricavandone una spinta utile, che però diminuiva notevolmente l'efficienza complessiva del motore.
Nel 1989, dopo che i finanziamenti per il progetto HOTOL finirono, Bond e alcuni altri suoi colleghi di progetto, fondarono la Reaction Engines Limited per proseguire le ricerche. Il preraffreddatore RB545 ebbe seri problemi dovuti a infragilimento da idrogeno e eccessivo consumo di idrogeno, oltre a problemi con alcuni brevetti e con l'Official Secrets Act, perciò Bond cominciò a sviluppare il SABRE.
Il motore SABRE si affida ad uno scambiatore di calore in grado di raffreddare quasi istantaneamente fino a -150 °C il flusso d'aria in ingresso nel motore; tale flusso viene poi compresso ed immesso in camera di combustione insieme all'idrogeno producendo, tramite la combustione, una spinta durante il volo in atmosfera, per poi passare all'ossigeno liquido stivato durante le fasi di volo extra-atmosferico.
Nel novembre del 2012, la Reaction Engines ha annunciato il successo di una serie di test che provano la validità della tecnologia per il preraffreddamento del flusso d'aria, uno dei principali ostacoli al completamento del progetto. L'Agenzia Spaziale Europea (ESA) ha valutato lo scambiatore di calore del preraffreddamento del motore SABRE, affermando che le tecnologie richieste per proseguire lo sviluppo del motore erano state totalmente dimostrate. I test condotti nel 2011 hanno dimostrato che lo scambiatore di calore è in grado di ricavare una quantità di ossigeno dall'atmosfera sufficiente alle operazioni a basse altitudini e ad alte performance richieste dal motore.
I successivi test, avviati in Colorado presso il HTX nel 2019, hanno dimostrato sul finire dello stesso anno l'efficienza del preraffreddatore del SABRE, nonché la sua capacità di gestire flussi in ingresso almeno fino a Mach 5.
A seguito di tutte le conferme teoriche e sperimentali il 5 maggio 2020 è stato annunciato l'avvio di uno studio concettuale per lo sviluppo di un banco di prova volante per testare il motore in condizioni operative reali; questo studio è stato avviato dalla UK Space Agency  e verrà condotto all'interno dell'European Space Agency General Support Technology Programme (GSTP) e vede il coinvolgimento diretto anche della Cranfield Aerospace Solutions.

### Finanziamenti
Nel 2011, come conseguenza della mancata raccolta di finanziamenti sufficienti per costruire lo Skylon, si è deciso di concentrare le successive attività di ricerca e sviluppo principalmente sui soli motori, progetto nella quale l'ESA all'epoca aveva già investito 1 milione di euro.
Nel luglio del 2013, il Regno Unito, a seguito dei risultati raccolti dai test eseguiti dall'ESA sulle tecnologie principali alla base del funzionamento del motore, ha stanziato 60 milioni di sterline per proseguire lo sviluppo e realizzare un prototipo a grandezza reale.
Nel agosto 2015 la Commissione europea approva un finanziamento di 50 milioni £, mentre, nell'ottobre 2015, il conglomerato britannico della difesa BAE Systems ha stipulato un accordo con Reaction Engines in base al quale avrebbe investito £ 20,6 milioni in REL per acquisire il 20% del suo capitale azionario, nonché per fornire assistenza nello sviluppo del motore SABRE.
Nel luglio 2016 l'ESA ha approvato la seconda sovvenzione di 10 milioni di £.
Il 25 settembre 2017 è stato annunciato che l'Agenzia per i progetti di ricerca avanzata della difesa degli Stati Uniti (DARPA) aveva aggiudicato un contratto per finanziare e condurre test con flussi d'aria ad alta temperatura e velocità in un proprio sito , negli Stati Uniti in Colorado, chiamato HTX.

## Tecnica
Come il RB545, il SABRE non è né un convenzionale motore a razzo né un turbogetto, ma un ibrido che brucia l'ossigeno atmosferico alle basse velocità e altitudini e passa all'ossigeno liquido stivato a bordo ad altitudini più alte.

Rappresentazione del flusso d'aria

Durante la fase di volo supersonico, una spina assial-simmetrica traslante posta all'ingresso del motore, rallenta l'aria a velocità subsoniche tramite due onde d'urto oblique. Una parte di questa aria attraversa lo scambiatore di calore dove viene raffreddata e poi immessa nel nucleo del motore, la restante parte è convogliata ad alimentare dei motori ramjet disposti anularmente attorno al nucleo.
Il nucleo del motore è costituito da un compressore mosso da una turbina (che utilizza un ciclo chiuso Joule Brayton ad elio) per alimentare la camera di combustione nella fase di volo atmosferico. Fuori dall'atmosfera (o comunque a velocità e quote troppo elevate), l'ossigeno liquido stivato a bordo è immesso nelle quattro camere di combustione mediante una turbopompa, così come il combustibile (idrogeno liquido). Il nucleo centrale del motore è completato da quattro ugelli convergenti-divergenti, uno per ogni camera di combustione.

### Preraffreddamento
La velocità massima di volo di un turbogetto convenzionale è limitata dalla temperatura in ingresso al compressore. A velocità supersoniche ed ipersoniche, il rallentamento e la compressione del flusso nella presa d'aria comportano l'innalzamento della temperatura dell'aria in ingresso al compressore fino a valori prossimi ed anche superiori a 1000 °C, incompatibili con la resistenza strutturale dei componenti.
Per ovviare a questo limite, il SABRE prevede l'introduzione, a valle della presa d'aria, di un complesso scambiatore di calore composto di decine di chilometri di tubicini in una lega di nickel (Inconel) resistente alle alte temperature (le cui pareti sono spesse solo 40 micron) attraversati da elio a bassa temperatura ed alta pressione. Questo scambiatore costituisce la sfida tecnologica maggiore nel progetto del motore, in quanto ai requisiti di robustezza, leggerezza, compattezza e resistenza agli sbalzi di temperatura di questo sistema si aggiunge anche la capacità di trattare una portata cospicua (400 kg al secondo di aria) senza che l'eventuale umidità naturalmente presente nell'atmosfera possa congelarsi sulle sue superfici bloccandone il flusso.

### Ciclo ad elio
Un'altra particolarità di questo motore è l'interposizione di un ciclo ad elio tra l'idrogeno liquido, conservato a temperature criogeniche a bordo del velivolo, e l'aria in ingresso al nucleo del motore. Per evitare che problemi di infragilimento da idrogeno possano portare a rotture e perdite nello scambiatore a valle della presa d'aria con conseguenze catastrofiche, dell'elio viene raffreddato in uno scambiatore di calore cedendo calore all'idrogeno liquido destinato alla combustione. L'elio a bassa temperatura ed alta pressione viene quindi inviato allo scambiatore che raffredda l'aria in ingresso al motore. Successivamente l'elio passa in un altro scambiatore posto a valle di un precombustore dove gli viene fornito calore che cederà nelle turbine della turbopompa dell'ossigeno liquido (quando è fuori dall'atmosfera) o alla turbina che muove il compressore (nel volo a basse altitudini).

### Compressore
Grazie alla bassa temperatura dell'aria in ingresso al compressore, è possibile ottenere un elevato rapporto di compressione impiegando materiali in lega leggera a tutto vantaggio del peso complessivo. A valle del compressore, il flusso di aria (compresso a circa 140 atmosfere) viene diviso con una parte che prosegue verso le camere di combustione principali e la restante deviata in un precombustore dove viene fatta reagire con l'idrogeno destinato alle camere di combustione principali. Dal momento che la reazione avviene in eccesso di combustibile, la temperatura di questi prodotti di combustione sarà molto inferiore a quella che si ottiene nelle camere di combustione principali dove si cerca di ottenere un rapporto stechiometrico.
A differenza di un turbogetto convenzionale, la turbina che muove il compressore non sfrutta direttamente i gas provenienti dalla camera di combustione, ma l'espansione dell'elio riscaldato nel precombustore. A velocità e quote elevate, quando non è presente il flusso d'aria che attraversa il motore, il circuito dell'elio bypassa la turbina del compressore e si espande nella turbina della turbopompa dell'ossigeno liquido conservato nei serbatoi del velivolo.

### Combustori
L'idrogeno viene fatto reagire con l'aria e con l'ossigeno stivato a bordo in tre zone differenti: precombustore, camere di combustione principali e motori ramjet.
Nel precombustore tutto l'idrogeno destinato alle camere di combustione principali è fatto reagire con una minima parte di aria proveniente dal compressore (nel funzionamento atmosferico) o di ossigeno proveniente dai serbatoi (fuori dall'atmosfera). Il calore sviluppato è ceduto, mediante uno scambiatore, all'elio che, a sua volta, lo cede espandendosi nella turbina che muove il compressore o in quella della turbopompa dell'ossigeno liquido.
Nelle quattro camere di combustione principali, i prodotti di combustione del precombustore (che contengono ancora un notevole eccesso di idrogeno) vengono fatti reagire con l'aria o con l'ossigeno rimanenti completando così la combustione.
Esternamente al nucleo del motore sono disposti, ad anello, una serie di motori ramjet che vengono alimentati con idrogeno e parte dell'aria compressa dalla presa d'aria nella fase di volo supersonica in atmosfera.

### Ugelli di scarico
La geometria del condotto di scarico di un motore a razzo è dettata oltre che dalla portata dei gas e dalla loro temperatura in camera di combustione anche dalla pressione esterna alla quale il motore opera. In un endoreattore, infatti, la massima spinta teorica si ottiene quando in corrispondenza della sezione di uscita la pressione è pari a quella atmosferica (o nulla se nel vuoto). Un ugello a campana convenzionale viene solitamente disegnato per una determinata pressione (e quindi altitudine) al di fuori della quale le sue prestazioni diminuiscono.
Nel SABRE, che deve funzionare dal livello del mare fino all'orbita, è invece previsto un sistema per "adattare" entro certi limiti la pressione all'uscita dell'ugello a quella atmosferica. Il progetto STERN è stato sviluppato per progettare un ugello ad "Espansione-Deflessione" (o "E-D") che, come un ugello aerospike, è in grado di compensare la variazione della pressione esterna con il variare della quota, oltre a risultare più corto di un ugello a campana convenzionale. A differenza di quest'ultimo, l'ugello E-D presenta un corpo centrale (o spina)  che deflette il flusso radialmente contro la campana (invece che verso l'interno come nell'aerospike) creando una zona di flusso separato nella parte centrale dell'ugello, immediatamente a valle della spina stessa. L'ugello E-D si adatta grazie alle variazioni del volume del flusso supersonico nell'ugello causate dalla scia a valle del corpo centrale che aumenta o diminuisce in funzione della pressione atmosferica.

### Motori ramjet
Anche se il preraffreddamento richiede una minore quantità di idrogeno rispetto a quella necessaria a liquefare l'aria, risulta però sempre maggiore di quella necessaria alla combustione con la massa di aria trattata. L'eccesso di idrogeno viene quindi immesso in una serie di motori ramjet disposti ad anello intorno al nucleo centrale del motore dove è bruciato con l'aria compressa dalla presa d'aria che aggira lo scambiatore di calore.